# Charley Eugene Johns

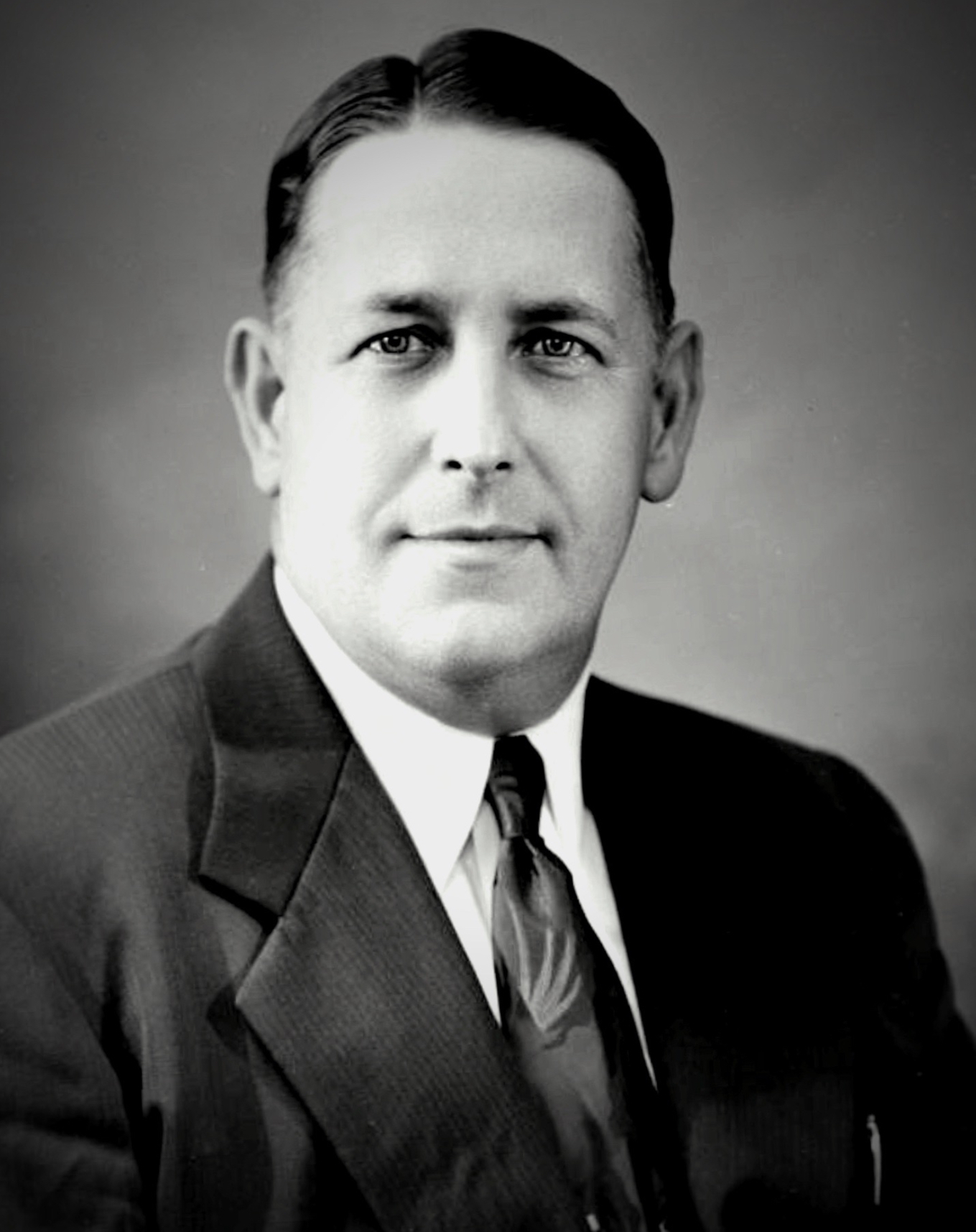
Charley Johns (1963)

Charley Eugene Johns (* 27. Februar 1905 in Starke, Florida; † 23. Januar 1990) war ein US-amerikanischer Politiker und von 1953 bis 1955 der 32. Gouverneur von Florida.

## Frühe Jahre und politischer Aufstieg
Johns besuchte die örtlichen Schulen seiner Heimat und die University of Florida, die er aber ohne Abschluss verließ. Danach arbeitete er als Eisenbahnschaffner und Versicherungsmakler. Zwischen 1935 und 1937 war Johns Abgeordneter im Repräsentantenhaus von Florida. Von 1937 bis 1966 war er Mitglied des Staatssenats. Im Jahr 1953 war er dessen Präsident. Entsprechend der damals gültigen Staatsverfassung übte der Senatspräsident gleichzeitig das Amt des Vizegouverneurs aus. In dieser Eigenschaft musste Johns am 28. September 1953 nach dem Tod von Gouverneur Daniel T. McCarty das Amt des Gouverneurs kommissarisch übernehmen. Da McCarty in der ersten Hälfte seiner Amtszeit gestorben war, sah die Verfassung eine Neuwahl des Gouverneurs für die verbleibende Amtszeit vor. Der Termin für diese Sonderwahl wurde auf Herbst 1954 festgelegt. Johns kandidierte dann auch für diese Wahl, scheiterte aber in den Vorwahlen der Demokratischen Partei. Damit endete seine kurze Amtszeit am 4. Januar 1955 und der Wahlsieger LeRoy Collins beendete die Legislaturperiode bis zum Januar 1957. Die Gouverneursamtszeit 1953 bis 1957 sah somit drei Gouverneure.

## Gouverneur von Florida
Auf Grund der oben geschilderten Situation war Johns nur etwa 15 Monate im Amt des Gouverneurs. In dieser Zeit förderte er den Ausbau der Straßen und er schaffte die Mautgebühr auf der Strecke zwischen Miami und Key West ab. Er setzte sich ebenfalls für eine Gefängnisreform ein.

## Weiterer Lebenslauf
Nach seiner Abwahl nahm Johns wieder seinen Sitz im Staatssenat ein, den er bis 1966 behielt. Später war er Vorsitzender eines Untersuchungskomitees, das an Floridas Universitäten nach Homosexuellen, Kommunisten und Anhängern der Bürgerrechtsbewegung suchte und gegen diese Ermittlungen anstellte. In Florida wurden bis 1963 durch dieses Komitee über 100 Professoren und Dekane entlassen. Das Komitee erinnert an Senator Joseph McCarthy und seinen Ausschuss für „unamerikanische Umtriebe“. Nach 1966 zog sich Johns aus der Politik zurück. Er starb im Jahr 1990. Charley Johns war mit Tyhelma Brinson verheiratet, mit der er zwei Kinder hatte.